# Dolichostyrax moultoni
Dolichostyrax moultoni är en skalbaggsart som beskrevs av Aurivillius 1911. Dolichostyrax moultoni ingår i släktet Dolichostyrax och familjen långhorningar.
Artens utbredningsområde är Sarawak. Inga underarter finns listade i Catalogue of Life.